# Tangwang (Yichun)
Der Kreis Tangwang (chinesisch 汤旺县, Pinyin Tāngwàng Xiàn) ist ein Landkreis der bezirksfreien Stadt Yichun in der chinesischen Provinz Heilongjiang im Nordosten der Volksrepublik China. Er hat eine Fläche von 2.180 km² und zählt 33.245 Einwohner (Stand: Zensus 2020).